# Chaeridiona cupreovirida
Chaeridiona cupreovirida es un coleóptero de la familia Chrysomelidae.
Fue descrita científicamente en 1950 por Gressitt.